# 傑弗斯 (蒙大拿州)
傑弗斯（英語：Jeffers）是位於美國蒙大拿州麥迪遜縣的普查規定居民點。

## 歷史
傑弗斯的郵局於1903年設立，其後於1975年停運。

## 人口
根據2020年美國人口普查的數據，傑弗斯的面積為0.82平方千米，皆為陸地。當地共有人口25人，而人口密度為每平方千米30.49人。